# Geek Faëries
 (avril 2024).
Geek Faëries est un festival français consacré à la culture geek depuis 2010. Ses trois premières éditions, de 2010 à 2012, se sont déroulées à La Chapelle-Saint-Mesmin (Loiret), près d'Orléans. Depuis 2014, il se déroule au château de Selles-sur-Cher (Loir-et-Cher). Depuis la déprogrammation de sa quatrième édition, pour pallier une éventuelle annulation de dernière minute, le festival connait deux éditions par an : une « On the Web » et une « IRL ».
Il met en avant les disciplines créatives et artistiques liées aux mondes imaginaires. C'est un festival à l'image des MMOG, organisé par des passionnés, et un lieu de rencontre entre personnes qui partagent la même culture sans interruption pendant deux jours et deux nuits.

## Éditions

### 2010:1reédition
La première édition se déroule entre du 22 et 23 mai 2010, à La Chapelle-Saint-Mesmin, dans l'Espace de l'Orme aux Loups. L'invité d'honneur est John Lang (aka Pen of Chaos, auteur du Donjon de Naheulbeuk). L'invité principal est l'équipe de la série télévisée Flander's Company.
Cette édition a accueilli près de 1 000 visiteurs, pour plus de 300 bénévoles, exposants et participants.

### 2011:2eédition
La deuxième édition se déroule du 3 au 5 juin 2011, à La Chapelle-Saint-Mesmin, dans l'Espace de l'Orme aux Loups. L'invité d'honneur est l'équipe de la série télévisée Noob. Les invités principaux étaient le Joueur du Grenier, le Naheulband, JBX (Reflets d'Acide) et Le Fab. Un tournage géant a eu lieu, le 3 juin 2011, avec l'équipe de la série Noob et environ 330 figurants costumés, afin de réaliser les scènes pour le dernier épisode de leur 3e saison, intitulé Niveau 18 : Rosaphir.
Cette édition a accueilli de nombreux créateurs, ainsi que plus de 3 000 participants,.

### 2012:3eédition
La troisième édition se déroule du 8 au 10 juin 2012. Les invités principaux ont été le Joueur du Grenier, JBX (Reflets d'Acide) et Le Fab, invité d'honneur. L'équipe de la série télévisée Noob a de nouveau réalisé sur place le tournage du dernier épisode de la saison. Le festival a accueilli également les principales personnalités de la communauté francophone Minecraft : Bob Lennon, TheFantasio974, Biloulette et Elarcis, ainsi qu'At0mium et Gillowel. Auteurs et illustrateurs de bande-dessinée étaient aussi présents:  John Lang (Le Donjon de Naheulbeuk), JBX (Reflets d'Acide), Le Fab (Reflets d'Acide, La Tour de Kyla, WaoW (parodie de World of Warcraft) et Paladin), Picksel (WaoW et colore entre autres Kaamelott), Tiko (Wakfu), Tod (Flander’s Company). La LAN Minecraft a rassemblé un total de 120 joueurs sur les deux nuits du festival. Elle a été animée par les figures de proue de la communauté de joueurs de Minecraft, TheFantasio974, Bob Lennon, Biloulette, Elarcis et DeadWrath.
Un disque des musiques diffusées lors du festival fut tiré de cette édition.

### 2013

#### Geek Faëries IRL v4
La quatrième édition des Geek Faëries était prévue les 20, 21 et 22 septembre 2013 mais le festival est annulé par les organisateurs à une semaine de l'évènement car un contrôle de la commission consultative départementale de sécurité et d'accessibilité aurait pu entraîner l'annulation de l'événement à la dernière minute,,. Les organisateurs expliquent que cette décision a été prise afin que les participants puissent se faire rembourser une partie des frais engendrés pour l'occasion (transports, hôtels, etc.), et précisent que, malgré les difficultés financières qu'ils traversent, les billets vendus en pré-vente seront remboursés.  Cette annulation a créé un mouvement de sympathie à travers les communautés touchées par l'annulation. Des pétitions se sont montées de façon spontanées, et de nombreuses personnes ont refusé d'être remboursées de leurs billets.    

#### Geek Faëries On The Web v1
Le soutien imprévu de la part du public a permis aux organisateurs de concevoir une solution palliative en créant les Geek Faëries « On The Web » en seulement quelques jours. Ils ont transféré le contenu du festival sur internet grâce au streaming vidéo en mettant à disposition de la communauté plusieurs vidéos présentant des conférences et des activités. À l'aide de Bulkypix, qui leur a prêté des locaux, un pont central a pu être monté afin de gérer ces flux vidéo, ainsi que le montage d'un mini plateau de tournage. Environ 5 000 personnes ont participé à l'événement, en direct sur internet. En parallèle, une campagne de financement participatif (crowdfunding) basé sur la plateforme Ulule est lancée pour collecter de l'argent dans le but d'assurer le financement du festival. Elle s'achève le 31 octobre 2013 avec 10 111 euros récolté afin de faire face aux frais engendrés par l'annulation.

### 2014

#### Geek Faëries On The Web v2
Pour la fin du crowdfunding, une édition sur internet est réalisée du 17 au 19 janvier 2014. Le plateau de tournage est situé au cœur de Paris, et 9 flux sont alimentés à partir du 17 janvier à 20h jusqu'au dimanche 19 janvier à 18h. Chaque flux possède un programme avec un thème tels que conférences, spectacles, concerts, artisanat, démonstrations, ou retrogaming. Des personnalités d'Internet et de la culture Geek y font leur apparition, tels que le Joueur du Grenier, LinksTheSun, Mathieu Sommet (SLG) ou encore Brigitte Lecordier. Cette édition en streaming vidéo annonce les prochaines Geek Faëries au château de Selles-sur-Cher les 6, 7 et 8 juin 2014. 

#### Geek Faëries IRL v5.0
Avec le soutien de la communauté après les évènements de 2013 et les deux éditions des Geek Faëries On The Web, les organisateurs rencontrent le propriétaire du château de Selles-sur-Cher qui accueille du 6 au 8 juin 2014 le festival. Le succès de l’édition 2014 est total avec plus de 4 000 participants, et les organisateurs sont financièrement à l'équilibre, terminant de rembourser les dettes restantes liées à la précédente édition,. 

### 2015

#### Geek Faëries On The Web v3
La troisième édition des Geek Faëries On The Web s'est déroulée à partir du vendredi 16 janvier 20h jusqu'au dimanche 18 janvier 2015 18h. 13 flux ont été alimentés par des activités, des conférences, des interventions de personnalités d'internet tels que Mathieu Sommet (SLG), LinksTheSun, le Joueur du Grenier, François Theurel, Bruce Benamran, mais aussi du speed run, du jeu de rôle, une zone dédiée aux fandoms.

#### Geek Faëries IRL v6.0
À la suite des rencontres lors de l'édition de 2014, l'édition de 2015 se déroule a nouveau au château de Selles-sur-Cher, du 5 au 7 juin 2015. On compte une augmentation de la fréquentation avec 7 400 visiteurs.

### 2016

#### Geek Faëries v7.1 On The Water
La septième édition devait se dérouler de nouveau au château de Selles-sur-Cher du 3 au 5 juin 2016 mais à la suite des inondations de 2016, la mairie de Selles-sur-Cher a émis un arrêté municipal interdisant la manifestation. Les organisateurs annoncent alors la transformation du festival en un festival en ligne à la manière des éditions "On The Web" v4. Cette édition spéciale est appelée "Geek Faëries 7.1 : On The Water" .

#### Geek Faëries IRL v7.2
Le 14 juin 2016, le report de l'édition 2016 est annoncé par les organisateurs. L'édition 7.2 a lieu les 20 et 21 août 2016. Le vidéaste britannique TomSka fait partie des invités.

### 2017

#### Geek Faëries On The Web v5
La cinquième édition des Geek Faëries On The Web se déroule du vendredi 13 au 15 janvier 2017. 

#### Geek Faëries IRL v8.0
L'édition de 2017 se déroule du 2 au 4 juin 2017 au château de Selles-sur-Cher,. Avec les vidéastes tels que TomSka et le Joueur du Grenier et des blogueurs tels que l'Odieux Connard, DTC ou Korben. Arte est venu filmer le festival et ses coulisses pour l'émission Tracks. Dans les nouveautés de cette année, l'ouverture de la cour médiévale du Château de Selles-sur-Cher permet d'accueillir 19 concerts, deux espaces de conférences, du "retrocomputing"  ainsi qu'un Escape Game sur le thème de Harry Potter.

### 2018

#### Geek Faëries On The Web v6 édition reset your basic
La sixième édition des Geek Faëries On The Web se déroule du vendredi 19 au dimanche 21 janvier 2018. 

#### Geek Faëries IRL v9.0
L'édition IRL de 2018 se déroule du 1 au 3 juin 2018 au château de Selles-sur-Cher et compte environ 7 000 participants. 

### 2019

#### Geek Faëries On The Web v7
La septième édition des Geek Faëries On The Web se déroule du vendredi 15 au dimanche 17 février 2019.

#### Geek Faëries IRL v10.0
L'édition IRL de 2019 se déroule du vendredi 7 au dimanche 9 juin 2019 au château de Selles-sur-Cher. L'événement est notamment perturbé par le passage de la tempête Miguel, qui n'empêche cependant pas l'ouverture mais la retarde le vendredi soir.

### 2022

#### Geek Faëries IRL v11.0
Après le report lié à la pandémie de Covid-19, l'édition IRL de 2022 se déroulera du vendredi 3 au dimanche 5 juin 2022 au château de Selles-sur-Cher[Passage à actualiser].